# 코로네우파브리시아누

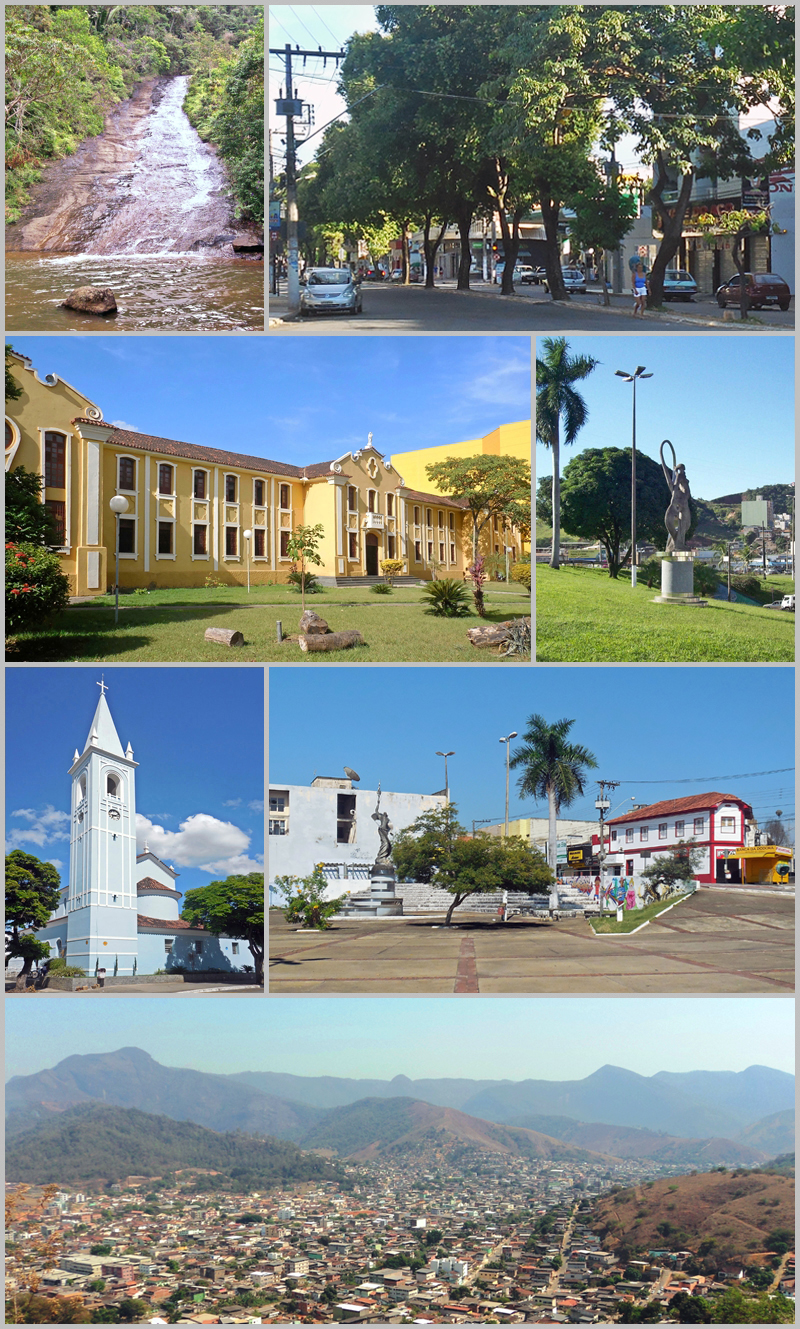
코로네우파브리시아누

코로네우파브리시아누의 위치

코로네우파브리시아누(포르투갈어: Coronel Fabriciano)는 브라질 미나스제라이스주의 도시로 면적은 221.049km2, 높이는 250m, 인구는 108,302명(2013년 기준), 인구 밀도는 489.95명/km2이다.